# Lingula (anatomie)
Pour les articles homonymes, voir Lingula.
 (mai 2017).
Si vous disposez d'ouvrages ou d'articles de référence ou si vous connaissez des sites web de qualité traitant du thème abordé ici, merci de compléter l'article en donnant les références utiles à sa vérifiabilité et en les liant à la section « Notes et références ».
La lingula est une partie du lobe supérieur du poumon gauche. Elle est située dans la partie caudale (inférieure) de ce lobe et est ventilée par la bronche lingulaire, une bronche segmentaire (de 3e génération) qui bifurque de la bronche lobaire supérieure du poumon gauche.
Elle correspond en quelque sorte à la situation topographique du lobe moyen du poumon droit. Contrairement au poumon droit qui comporte 3 lobes (supérieur, moyen et inférieur), le poumon gauche n'en comporte que deux (supérieur et inférieur). Ceci est dû à la présence du cœur qui occupe un volume important de ce côté de la cage thoracique. Néanmoins le lobe supérieur du poumon gauche est anatomiquement divisé en deux sous ensembles.